# علم التخدير
علم التخدير (بالإنجليزية: Anesthesiology)‏ هو فرع من فروع الطب يركز على معالجة الألم أثناء العمليات الجراحية. التخدير هو العلاج المستخدم. طبيب التخدير (بالإنجليزية: anaesthetist)‏ هو الاسم الذي يطلق على المختص بهذا الاختصاص.
يتولى طبيب التخدير مهمة معالجة آلام العمليات ومعالجة الحالات الحرجة.

## المصطلح
يتم استخدام أسماء مختلفة للتخصص، وأولئك الذين يمارسونها، في أجزاء مختلفة من العالم:
- في أمريكا الشمالية والصين، تسمى الدراسة الطبية وتطبيق التخدير[2][3]، ويطلق لقب الطبيب في التخصص على طبيب التخدير. تستخدم كلمة «أخصائي التخدير» للإشارة إلى مقدمي خدمات التخدير غير الأطباء مثل ممرضين التخدير.

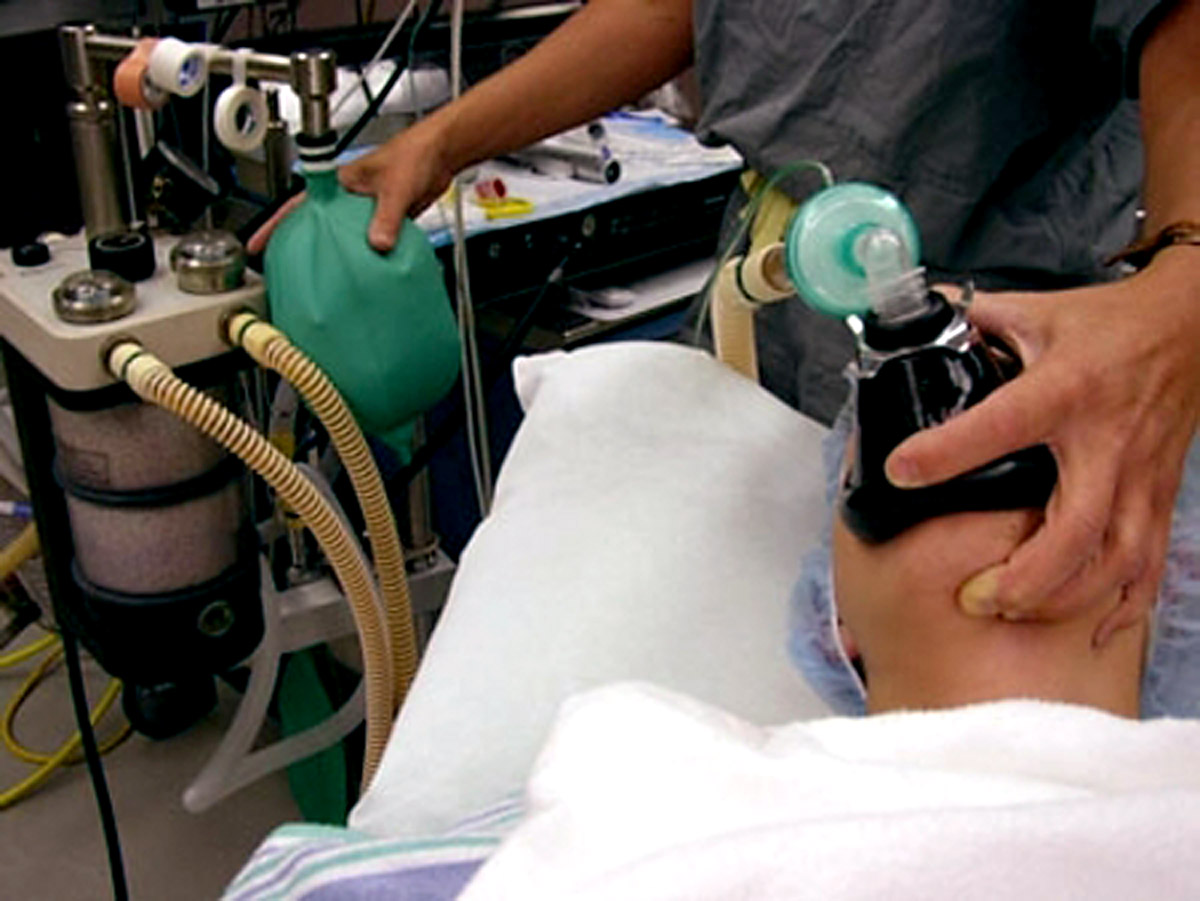
التخدير عن طريق قناع التخدير

- في العديد من البلدان التي هي أعضاء حاليين أو سابقين في كومنولث الأمم - وهي المملكة المتحدة وأستراليا ونيوزيلندا وأيرلندا وجنوب أفريقيا - يشار إلى التخصص الطبي باسم التخدير.[3][4] على هذا النحو، في هذه البلدان يمكن استخدام المصطلح نفسه للإشارة إلى التخصص الطبي العام، والأدوية والتقنيات المستخدمة، والحالة الناتجة من فقدان الإحساس. يستخدم مصطلح أخصائي التخدير فقط للإشارة إلى طبيب يمارس مهمته هذا المجال؛ غير الأطباء المشتركين في التخدير يستخدمون عناوين أخرى في هذه البلدان، مثل «مساعد الطبيب».[5]
- في معظم الأجزاء الأخرى من العالم، يستخدم علم التخدير الإملائي الأكثر شيوعًا عند الكتابة باللغة الإنجليزية، ويطلق على الطبيب الذي يمارس هذه العملية اختصاصي تخدير.[3] هذا هو التهجئة التي اعتمدها الاتحاد العالمي لجمعيات أطباء التخدير ومعظم معظم الجمعيات الأعضاء فيه، وكذلك الجمعية الأوروبية للتخدير، وهو أكثر المصطلحات استخدامًا في عناوين المجلات الطبية.[3]

## النطاق
إن العنصر الأساسي للتخدير من حيث التخصص هو ممارسة التخدير. ويشمل ذلك استخدام العديد من الأدوية المحقونة والمستنشقة لإنتاج فقدان الإحساس لدى المرضى، مما يجعل من الممكن تنفيذ إجراءات من شأنها أن تسبب ألما لا يحتمل أو تكون غير مجدية من الناحية التقنية. يتطلب التخدير المأمون معرفة متعمقة بتقنيات دعم الأعضاء الغازية وغير الغازية التي تستخدم للتحكم في الوظائف الحيوية للمرضى بينما تكون تحت تأثير أدوية التخدير. وتشمل هذه الطرق إدارة مجرى الهواء المتقدمة، وشاشات الدورة الدموية الغازية وغير الغازية، وتقنيات التشخيص مثل التصوير بالموجات فوق الصوتية وتخطيط صدى القلب. من المتوقع أن يكون لدى اختصاصيي التخدير معرفة متخصصة في علم وظائف الأعضاء البشرية والفيزياء الطبية والصيدلة، بالإضافة إلى معرفة عامة واسعة بجميع مجالات الطب والجراحة في جميع مراحل عمر المرضى، مع التركيز بشكل خاص على الجوانب التي قد تؤثر على الجراحة إجراء. في العقود الأخيرة، توسع دور اختصاصيي التخدير ليس فقط على التركيز على إعطاء أدوية التخدير خلال العملية الجراحية نفسها، ولكن أيضًا قبل ذلك لتحديد المرضى الذين يعانون من مخاطر عالية وتحسين لياقتهم البدنية، أثناء إجراء الحفاظ على الوعي الظرفي للجراحة نفسها. وذلك لتحسين السلامة، وكذلك بعد ذلك من أجل الانتعاش. هذا وقد تم وصفه «الطب بالجراحة المحيطة».
نشأ مفهوم طب العناية المركزة في الخمسينات والستينات من القرن العشرين، مع أخذ أخصائيي التخدير بتقنيات دعم الأعضاء التي كانت تستخدم تقليديًا لفترات قصيرة فقط أثناء العمليات الجراحية (مثل التهوية بالضغط الإيجابي)، وتطبيق هذه العلاجات على المرضى الذين يعانون من فشل الجهاز العضوي، قد يتطلب دعم وظيفي حيوي لفترات طويلة حتى يمكن عكس آثار المرض. افتتح بيورن آجيه إبسن أول وحدة للرعاية المركزة في كوبنهاغن في عام 1953، نتيجة لوباء شلل الأطفال الذي تطلب فيه العديد من المرضى تهوية صناعية طويلة. في العديد من البلدان، يعتبر طب العناية المركزة فرعيًا للتخصص في التخدير، وغالبًا ما يدور اختصاصيي التخدير بين الواجبات في غرفة العمليات ووحدة العناية المركزة. يسمح ذلك باستمرارية الرعاية عند دخول المرضى إلى وحدة العناية المركزة بعد الجراحة، وهذا يعني أيضًا أن أخصائيي التخدير يمكنهم الحفاظ على خبراتهم في الإجراءات الغازية ودعم الوظائف الحيوية في الإعداد المتحكم به لغرفة العمليات، ثم تطبيق هذه المهارات في وضع خطير للمريض مريضة للغاية. في بلدان أخرى، تطور طب العناية المركزة أكثر ليصبح تخصصًا طبيًا منفصلاً بحد ذاته، أو أصبح «تخصصًا فوقيًا» يمكن أن يمارسه أطباء من تخصصات أساسية مختلفة مثل التخدير أو الطب العام أو الجراحة أو علم الأعصاب.
يلعب أطباء التخدير دورًا رئيسيًا في الصدمات الكبرى، الإنعاش، إدارة مجرى الهواء، ورعاية المرضى الآخرين خارج غرفة العمليات الذين لديهم حالات طوارئ حرجة تشكل تهديدًا مباشرًا للحياة، وتعكس مرة أخرى مهارات قابلة للتحويل من غرفة العمليات، وتسمح باستمرارية الرعاية عند المرضى جلبت لجراحة أو العناية المركزة. يطلق على هذا الفرع من علم التخدير بصورة جماعية دواء حاسم في حالات الطوارئ، ويتضمن توفير أدوية الطوارئ قبل المستشفيات كجزء من الإسعاف الجوي أو الخدمات الطبية الطارئة، وكذلك النقل الآمن للمرضى ذوي الحالات الحرجة من جزء من مستشفى إلى آخر، أو بين خدمات الرعاية الصحية. يشكّل أخصائيي التخدير عادةً جزءاً من فرق اعتقال القلب وفرق الاستجابة السريعة التي تتكون من كبار الأطباء الذين يتم استدعاؤهم فورًا عندما يتوقف قلب المريض عن الضرب أو عندما يتدهور بشكل حاد في المستشفى. توجد نماذج مختلفة لطب الطوارئ على المستوى الدولي: في النموذج الأنجلو أميركي، يتم نقل المريض بسرعة من قبل مقدمي الخدمات من غير الأطباء إلى رعاية نهائية مثل قسم الطوارئ في المستشفى. على العكس من ذلك، فإن النهج الفرنسي الألماني لديه طبيب، غالبًا طبيب التخدير، يأتون للمريض ويقدمون الرعاية اللازمة لتحقيق الاستقرار في هذا المجال. ثم يتم تقسيم المريض مباشرة إلى القسم المناسب في المستشفى.
وقد أدى دور أطباء التخدير في ضمان تخفيف الألم الكافي للمرضى في فترة ما بعد الجراحة مباشرة إلى تطوير دواء الألم كتخصص فرعي في حد ذاته. يشمل الحقل استراتيجيات فردية لجميع أشكال التسكين، بما في ذلك إدارة الألم أثناء الولادة، والطرق التكنولوجية مثل تحفيز الأعصاب الكهربائية عبر الجلد أو منشطات الحبل الشوكي المزروعة، ونظم الصيدلة المتخصصة.

## التاريخ
على مدى المائة عام الماضية، أصبحت دراسة التخدير وإدارته أكثر تعقيدًا. تم استخدام مزودي التخدير تاريخيا فقط تقريبا خلال عملية جراحية لإدارة التخدير العام الذي يتم وضع الشخص في غيبوبة دوائية. يتم إجراء هذا للسماح بإجراء عملية جراحية دون استجابة الفرد للألم (التسكين) أثناء الجراحة أو تذكر (فقدان الذاكرة) الجراحة.

## حول الإجراءات
لا تتطلب العديد من الإجراءات أو الاختبارات التشخيصية «التخدير العام» ويمكن إجراؤها باستخدام أشكال مختلفة من التخدير أو التخدير الناحي، والتي يمكن إجراؤها للحث على التسكين في منطقة من الجسم. على سبيل المثال، يتم تنفيذ التخدير حول موضع الألم من مخدر موضعي عادة على الأم أثناء الولادة للحد من الألم العمل في حين يسمح للأم بالاستيقاظ والنشاط في المخاض والولادة.

### الولايات المتحدة الأمريكية
في الولايات المتحدة، قد يقوم أطباء التخدير أيضًا بإدارة الألم غير الجراحي (طب الألم المسمى) وتوفير الرعاية للمرضى في وحدات العناية المركزة (يُطلق عليها اسم أدوية الرعاية الحرجة).

## التدريب
يكون تدريب أطباء التخدير متماثلًا في البلدان المتقدمة.

### أستراليا ونيوزيلندا
في أستراليا ونيوزيلندا أطباء التخدير هم أطباء (مع درجة بكالوريوس الطب وبكالوريوس في أي جراحة أو بكالوريوس درجة الماجستير في الطب والجراحة) الذين تخصصوا في مجال التخدير الطبي.
في أستراليا ونيوزيلندا تشرف علي التدريب التدريب الكليات الأسترالية والنيوزيلندية للتخدير.
يشمل تسلسل تدريب ANZCA المعتمد مرحلة أولى لمدة عامين، التعليم والتدريب الطبي ما قبل المهني، وفترة تدريب (PMET)لمدة خمس سنوات لتدريب ANZCA المعتمدة (سنتان التدريب الأساسي وثلاث سنوات للتدريب المتقدم).
في فترة التدريب المعتمدة، يطلب هنك أن تكمل بنجاح:
- خمس سنوات من التدريب السريري المشرف عليه في مواقع تدريب معتمدة.

- تشتمل كل من الامتحانات الابتدائية والنهائية علي أسئلة تحريرية التي تتأ من يكتب (أسئلة اختيار من متعدد والإجابة على الأسئلة القصيرة)، وإذا نجحت في المكون المكتوبة أو الشفوية الامتحانات

في الامتحانات النهائية هناك العديد من محطات السيناريوهات السريرية (بما في ذلك تفسير لامتحانات الإشعاعية، EKGs وتحقيقات خاصة أخرى). وهناك أيضا محطتان لمرضى حقيقين من الحالات الطبية المعقدة - للفحص السريري والنقاش التي يتلو ذلك.
- برنامج من 12 وحدة، مثل تخدير التوليد والتخدير للأطفال، والتخدير القلب والأوعية الدموية، والتخدير لجراحة الأعصاب، وإدارة الألم.

- اكمال مشروع مشروع متقدم، مثل نشر بحث أو ورقة.

- برنامج EMAC (الإدارة الفعالة لأزمات التخدير) أو EMST (الإدارة المبكرة للصدمات الحادة).
وعند الانتهاء من جميع متطلبات برنامج التدريب يمنح المتدرب دبلوم الزمالة ويكون له الحق في استخدام تأهيل FANZCA - زميل كليات التخدير لأستراليا ونيوزيلندا.

### كندا
أطباء التخدير في كندا هم أطباء (مع درجة دكتوراة الطب أو درجة ماجستير الطب)، الذين تخصصوافي مجال التخدير الطبي.
تشرف علي التدريب 16 جامعة تعتمدها الكلية الملكية للاطباءو والجراحين. وعند الانتهاء من برنامج الإقامة، يطلب من المرشحين اجتياز امتحانات شاملة الهدف تتكون من مكون تحريري (ورقتين لمدة ثلاث ساعات: أسئلة احداها تشمل أسئلة 'خيارات متعددة'، وتضم الأخرى أسئلة قصيرة الإجابة ') ومكون شفوي (دورة مدتها ساعتان تتكون من محطات في الجوانب السريرية للتخدير. فحص المريض ليس مطلوبا).
وعند اكمال جميع متطلبات التدريب، يحق للمتخرج استخدام الحروف ما بعد الاسمية FRCPSC زميل الكلية الملكية للأطباء والجراحين في
كندا

### ألمانيا
بعد حصول الطبيب على الحق في ممارسة الطب ءعلي الطبيب الألماني الذي يرغب في أن يكون طبيب تخدير، أن يمر من خلال 5 سنوات اقامة تنتهي بامتحانات المجلس. يتعلم الطبيب خلال هذا المدة، جميع الجوانب الميدانية للمجال الطبي الذي اختاروه. وعادة ما يتضمن هذا البرنامج تناوب العاملين في غرفة العمليات لإجراء التخدير على مجموعة متنوعة من المرضى الذين يعالجون في جميع اختصاصات الجراحة الفرعية، (مثال، الجراحة العامة، جراحة الأعصاب أو الغازية أو اجراءات أمراض النساء والجهاز البولي)، يلي ذلك تناوب على مختلف وحدات العناية المركزة ووحدات الرعاية المتوسطة.
يختار العديد من الأطباء، خلال هذا الوقت من الإقامة، اكمال دورة دراسية في طب الطوارئ، التي عند اكمالها، تمكنهم من أن يشار اليهم ب (Notarzt)، وهو طبيب الخدمات الطبية في حالات الطوارئ، وعلاج المرضى في المنزل أو على مسرح الحوادث، إما بمفرده أو بمساعدة المسعفين.

### إيطاليا
طبيب العناية المكثفة في إيطاليا، هو طبيب، تخرج من المدرسة الطبية (6-5 سنة) وأكمل بعد التخرج فترة 4 سنوات الإقامة طبية،(5 سنوات بحلول عام 2008).
بإمكانهم العمل في غرف العمليات، ووحدات العناية المكثفة ووحدات الألم ووحدات الضغط العالي وأقسام الطوارئ.

### المملكة المتحدة
تشرف علي التدريب في انكلترا وأيرلندا الشمالية واسكوتلندا وويلز الكلية الملكية للتخدير أطباء التخدير في المملكة المتحدة هم الأطباء الذين أتموادراسة تدريب البرنامج الجامعي خمس أو ست سنوات أو برنامج لمدة أربع سنوات فقط مفتوح لحاملي الدرجة الجامعية الأولى.
وبعد اكمال كلية الطب، يلتحق الاطباءبالبرنامج التأسيسي لمدة عامين والذي يتألف من ما لا يقل عن 6 دورات لمدة أربعة أشهر في الاختصاصات الطبية المختلفة. يلزم جميع الأطباء، في هذا الوقت باكمال ما لا يقل عن 3 أشهر من التدريب في الطب العام والجراحة العامة.
بعد برنامج التأسيس، يتنافس الأطباء علي التدريبكاختصاصي تخدير. يتكون برنامج التدريب في المملكة المتحدة حاليا من سنتين من التدريب الأساسي و 5 سنوات من التدريب المتقدم. يمكن للمتدربين الذين يرغبون في الاستمرار للحصول علي الاعتماد المزدوج في التخدير وطب العناية المركزة أن يدخلواتدريب التخدير عن طريق برنامج العناية الحادة المشتركة الأساسية (ACCS)الذي يستمر ثلاث سنوات ويتألف من خبرة في مجال التخدير وطب الطوارئ والطب الحاد والعناية المركزة. يسمي المتدربين المسجلين في التخدير بالمسجلين الاختصاصيين،(StR(أو أختصاصييالتسجيل (SpR).
وقبل نهاية فترة التدريب الأساسية، يتوقع أن يجناز جميع المتدربين علي التخدير اجتاز الامتحان الرئيسي لشهادة زمالة الكلية الملكية للتخدير.(FRCA) الجزء النهائي من الدراسة يدرس كتدريب عالي (عادة في السنة الخامسة من التدريب). تشتهر دراسة FRCA بالصعوبة ويقال إنها من أصعب الامتحانات الطبية كافة في مرحلة ما بعد التخرج. وتغطي الامتحانات الفيزياء وعلم الصيدلة وعلم وظائف الأعضاء وعلم التشريح ووالعلوم السريرية وعلم الأمراض ووالطب التنفسي وطب الطوارئ والرعاية الحرجة وطب الألم.
ينقسم برنامج (CCT) في التخدير إلى ثلاثة مستويات - الأساسي والمتوسط والمتقدم. وخلال هذه الفترة يمارس الأطباءالتخدير كما هو ينطبق على جميع الاختصاصات الجراحية. تركز المناهج الدراسية على شكل وحدات، مع المتدربين الذين يعملون في مجال اختصاص واحد خلال الوحدة، على سبيل المثال: تخدير القلب، تخدير جراحة الأعصاب وتخدير الأنف والأذن والوجه والفكين، وتخدير طب الألم، والعناية المركزة، والصدمات النفسية.
تقليديا (وقبل ظهور برنامج التأسيس)التحق المتدربون بالتخدير من اختصاصات اخري، مثل تدريب الطب الخاص أو الحوادث والطوارئ. يستغرق التدريب الاختصاصي وقتها ما لا يقل عن سبع سنوات.
وعند الانتهاء من التدريب المتخصص، يتم منح الأطباء شهادة إتمام التدريب (CCT)التي تؤهلم للعمل كسجل اختصاصي، وتمكنهم من العمل استشاري تخدير استشاري التخدير الجديد يجب أن يكمل فترة تدريب لا تقل عن 14 سنة (بما في ذلك شهادة الثانوية العامة، والمستويات، وكلية الطب).
يطلب من هؤلاء الذين يرغبون في الاعتماد المزدوج في العناية المركزة إجراء سنة اضافية من التدريب وعادة اكمال دبلوم في طب العناية المركزة (DICM). يجلس اختصاصيي الألم لامتحانات زمالة كلية طب الالم من الكلية الملكية لاطباء التخدير.(FFPMRCA)

### الولايات المتحدة
في الولايات المتحدة، أطباء التخدير هم أطباء (دكتوراة أو ماجستير الطب) اختاروا التخصص في التخدير. علي طبيب التخدير في الولايات المتحدة أن يكون قد أكمل الدرجة الجامعية الأولي، بما في ذلك متطلبات ما قبل الطب. وأطباء التخدير، مثلهم مثل الأطباء الاخرين أكملوا أربعة سنوات في كلية الطب. يتطلب برنامج تدريب الأطباء في الولايات المتحدة، من دون استثناء، أربع سنوات من التدريب المقيم لشهادة المجلس في اختصاص التخدير. تتطلب الإقامة في التخدير التدريب سنة واحدة اقامة طبية أوجراحية تليها ثلاث سنوات من التدريب في التخدير.
يشمل تدريب التخدير المقيم في الولايات المتحدة النطاق الكامل للطب المحيط بالجراحة بما في ذلك التقييم الطبي قبل العملية، وإدارة المرض الموجود مسبقا لدي مريض الجراحة، ودعم الحياة أثناءالعمليات الجراحية والسيطرة على الألم، والإنعاش بعد الجراحة، وطب العناية المركزة، وإدارة الألم المزمن والحاد. بعد برنامج الإقامة، يكمل العديد من أطباء التخدير سنة زمالة إضافية للتدريب في الاختصاصات الفرعية في مجالات مثل إدارة الألم تخدير القلب وتخدير طب الأطفال وتخديرجراحة الأعصاب، وتخدير الولادة ورعاية الحالات الحرجة.
معظم أطباء التخدير في الولايات المتحدة معتمدون من قبل مجلس الإدارة الطبية المتخصصة، سواء المجلس الأميركي لعلم التخدير (ABA) أو المجلس الاميركي لاعتلال العظام والتخدير (AOBA). المجلس الاميركي لعلم التخدير هو عضو في المجلس الأمريكي للتخصصات الطبية، في حين أن AOBA يندرج تحت رعاية رابطة اعتلال العظام الأمريكية. تعترف شركات التأمين التأمين الكبرى في الولايات المتحدة بكلا المجلسين، وكذلك جميع فروع القوات النظامية في الولايات المتحدة. تشمل المجلس الاميركي لعلم التخدير امتحانات تحريرية وكتابية على حد سواء. وتتطلب شهادات AOBA نفس الشء، بالإضافة إلى إجراء الفحص العملي مع أطباء فحص مراقبين، يراقبون المتقدم يمارس التخدير فعليا في غرفة العمليات.

## المعرفة
تتطلب الممارسة الفعالة للتخدير العديد من مجالات المعرفة من قبل الممارس، وبعضها:
- علم الصيدلة للأدوية شائعة الاستخدام بما في ذلك التخدير الاستنشاق، التخدير الموضعي، ورافع للتوتر الوعائي، فضلا عن العديد من العقاقير الأخرى المستخدمة في التخدير مع المخدرات (على سبيل المثال، أوندانسيترون، جليكوبترولات)
- الشاشات: تخطيط القلب الكهربائي، تخطيط كهربية العضد، تخطيط كهربية العضد، مراقبة الإنتروبيا، المراقبة العصبية والعضلية، رسم خرائط التحفيز القشري وعلم الأعصاب.
- التهوية الآلية.
- المعرفة التشريحية للجهاز العصبي للكتل العصبية، إلخ.
- المجالات الأخرى للطب (على سبيل المثا ، أمراض القلب، أمراض الرئة، التوليد) لتقييم خطر التخدير للحصول على موافقة مستنيرة بشكل كاف، ومعرفة التخدير بشأن كيفية تأثيره على فئات عمرية معينة (حديثي الولادة وطب الأطفال وطب الشيخوخة).